# Ивановка (Неклиновский район)
Ива́новка — село в Неклиновском районе Ростовской области России. Входит в состав Носовского сельского поселения.

## География
Стоит на реке Миус.

### Улицы
- ул. Мира,
- ул. Миусская,
- ул. Набережная,
- ул. Степная.

## Население
| 2010 |
| ---- |
| 335  |

По состоянию на 2015 год — 387 человек и 150 подворий.

### Известные люди
В селе родился Митюшкин, Александр Иванович — Герой Социалистического Труда.

## Инфраструктура
Ивановский фельдшерско-акушерский пункт. Дом культуры.

## Транспорт
Остановка общественного транспорта «Ивановка».